# Кубок світу з біатлону 2016—2017, мас-старт, чоловіки
Залік гонок із масовим стартом серед чоловіків у рамках Кубка світу з біатлону 2016-17 складалася з 5 гонок. Свій титул володаря малого кришталевого глобусу успішно відстояв француз Мартен Фуркад.

## Формат
У гонках з масовим стартом беруть участь 30 біатлоністів, стартуючи водночас. Переможцем стає той з них, який першим перетне фінішну лінію. Гонка проводиться на дистанції 15 км, спортсмени долають 5 кіл і чотири рази виконують стрільбу: двічі з положення лежачи й двічі з положення стоячи. Перша стрільба виконується на установці, що відповідає стартовому номеру спортсмена, далі - в порядку прибуття біатлоністів на стрільбу. На кожній стрільбі біатлоніст повинен влучити в 5 мішеней. За кожен невлучний постріл він карається додатковим колом довжиною 150 м.

## Чільна трійка попереднього сезону
| Медаль  | Біатлоніст        | Очки |
| ------- | ----------------- | ---- |
| Золото: | Мартен Фуркад     | 242  |
| Срібло: | Кентен Фійон Майє | 162  |
| Бронза: | Антон Шипулін     | 155  |

## Переможці й призери гонок
| Гонка:                                                                             | Золото:                      | Час               | Срібло:                      | Час               | Бронза:               | Час               |
| Нове Место Протокол [Архівовано 20 грудня 2016 у Wayback Machine.]                 | Мартен Фуркад Франція        | 36:18.9 (0+1+0+0) | Сімон Шемпп Німеччина        | 36:27.2 (1+1+0+0) | Антон Бабіков Росія   | 36:28.3 (0+0+0+1) |
| Обергоф Протокол [Архівовано 9 січня 2017 у Wayback Machine.]                      | Сімон Шемпп Німеччина        | 38:30.9 (0+0+1+0) | Ерік Лессер Німеччина        | +0.4 (0+0+0+1)    | Мартен Фуркад Франція | +0.4 (0+0+2+0)    |
| Антерсельва Протокол [Архівовано 31 січня 2017 у Wayback Machine.]                 | Йоганнес Тінгнес Бо Норвегія | 37:04.3 (0+0+0+0) | Кентен Фійон Майє Франція    | 37:08.0 (1+0+0+0) | Антон Шипулін Росія   | 37:26.0 (0+1+0+0) |
| Чемпіонат світу, Гохфільцен Протокол [Архівовано 3 травня 2017 у Wayback Machine.] | Сімон Шемпп Німеччина        | 35:38.3 (0+0+0+0) | Йоганнес Тінгнес Бо Норвегія | 35:47.3 (0+0+0+1) | Сімон Едер Австрія    | 35:48.4 (0+0+0+0) |
| Голменколен Протокол [Архівовано 22 березня 2017 у Wayback Machine.]               | Мартен Фуркад Франція        | 37:32.2 (0+0+0+0) | Андрейс Расторгуєвс Латвія   | 37:49.6 (0+1+1+0) | Сімон Едер Австрія    | 38:04.6           |

## Поточна таблиця
| #  | Біатлоніст                  | НОВ | ОБЕ | АНТ | ЧС | ГОЛ | Разом |
| -- | --------------------------- | --- | --- | --- | -- | --- | ----- |
|    | Мартен Фуркад (FRA)         | 60  | 48  | 40  | 40 | 60  | 248   |
| 2  | Сімон Шемпп (GER)           | 54  | 60  | 36  | 60 | 21  | 231   |
| 3  | Антон Шипулін (RUS)         | 29  | 27  | 48  | 43 | 30  | 177   |
| 4  | Жан-Гійом Беатрікс (FRA)    | 28  | 43  | 38  | 23 | 36  | 168   |
| 5  | Ерік Лессер (GER)           | 30  | 54  | 34  | 20 | 27  | 165   |
| 6  | Йоганнес Тінгнес Бо (NOR)   | 32  | —   | 60  | 54 | 4   | 150   |
| 7  | Уле-Ейнар Б'єрндален (NOR)  | 36  | 40  | 31  | 16 | 24  | 147   |
| 8  | Арнд Пайффер (GER)          | 27  | 23  | 20  | 31 | 40  | 141   |
| 9  | Антон Бабіков (RUS)         | 48  | 34  | 27  | —  | 31  | 140   |
| 10 | Бенедикт Долль (GER)        | 14  | 38  | 22  | 32 | 28  | 134   |
| 11 | Кентен Фійон Майє (FRA)     | 34  | DNF | 54  | 26 | 18  | 132   |
| 12 | Еміль Хегле Свендсен (NOR)  | —   | 36  | 43  | 6  | 43  | 128   |
| 13 | Ондрей Моравець (CZE)       | 43  | 28  | 16  | 25 | 14  | 126   |
| 14 | Сімон Едер (AUT)            | 16  | —   | —   | 48 | 48  | 112   |
| 15 | Міхал Крчмар (CZE)          | 22  | 32  | 6   | 18 | 32  | 110   |
| 16 | Ловелл Бейлі (USA)          | 20  | —   | 25  | 38 | 26  | 109   |
| 17 | Юліан Ебергард (AUT)        | 23  | 18  | 32  | 22 | 10  | 105   |
| 18 | Домінік Віндіш (ITA)        | 25  | 6   | 29  | 14 | 22  | 96    |
| 19 | Максим Цвєтков (RUS)        | 18  | 30  | 28  | 10 | 6   | 92    |
| 20 | Сергій Семенов (UKR)        | 24  | 16  | 23  | 8  | 20  | 91    |
| 21 | Домінік Ландертінгер (AUT)  | —   | 29  | —   | 36 | 25  | 90    |
| 21 | Євген Гаранічев (RUS)       | —   | —   | 26  | 30 | 34  | 90    |
| 23 | Міхал Шлесінгр (CZE)        | 2   | 4   | 14  | 28 | 38  | 86    |
| 24 | Фредрик Ліндстрем (SWE)     | —   | —   | 24  | 34 | 23  | 81    |
| 25 | Дмитро Підручний (UKR)      | 40  | 8   | 18  | 12 | —   | 78    |
| 26 | Андрейс Расторгуєвс (LAT)   | 12  | —   | 10  | —  | 54  | 76    |
| 27 | Сімон Детьє (FRA)           | 31  | 10  | 21  | —  | 12  | 74    |
| 28 | Матвій Єлісєєв (RUS)        | 38  | 26  | —   | —  | —   | 64    |
| 29 | Ларс Хегле Біркеланд (NOR)  | 26  | —   | 30  | —  | —   | 56    |
| 29 | Тар'єй Бо (NOR)             | —   | —   | —   | 27 | 29  | 56    |
| #  | Біатлоніст                  | НОВ | ОБЕ | АНТ | ЧС | ГОЛ | Разом |
| 31 | Владімір Ілієв (BUL)        | 6   | 20  | —   | 21 | —   | 47    |
| 32 | Беньямін Веґер (SUI)        | —   | 31  | 8   | —  | —   | 39    |
| 33 | Красімір Анев (BUL)         | —   | —   | —   | 29 | 8   | 37    |
| 34 | Міхаель Реш (BEL)           | 10  | 22  | —   | —  | —   | 32    |
| 35 | Лукас Гофер (ITA)           | —   | 25  | —   | —  | 2   | 27    |
| 36 | Дмитро Малишко (RUS)        | —   | 24  | —   | —  | —   | 24    |
| 36 | Клемен Бауер (SLO)          | —   | —   | —   | 24 | —   | 24    |
| 36 | Володимир Сємаков (UKR)     | —   | 12  | 12  | —  | —   | 24    |
| 39 | Ерленд Б'єнтегор (NOR)      | 21  | —   | —   | —  | —   | 21    |
| 39 | Генрік л'Абе-Лунд (NOR)     | —   | 21  | —   | —  | —   | 21    |
| 41 | Фредрік Єсбакк (NOR)        | —   | —   | —   | —  | 16  | 16    |
| 42 | Даніель Мезотіч (AUT)       | —   | 14  | —   | —  | —   | 14    |
| 43 | Ярослав Соукуп (CZE)        | 8   | —   | —   | —  | —   | 8     |
| 44 | Лоренц Вегер (AUT)          | —   | —   | 4   | —  | —   | 4     |
| 44 | Себастьян Самуельссон (SWE) | 4   | —   | —   | —  | —   | 4     |
| 44 | Серафін Вістнер (SUI)       | —   | —   | —   | 4  | —   | 4     |
| 47 | Маріо Долдер (SUI)          | —   | —   | —   | 2  | —   | 2     |
| 47 | Скотт Гоу (CAN)             | —   | —   | 2   | —  | —   | 2     |

## Виноски
1. ↑  Standings Mass start men. Архів оригіналу за 1 березня 2011. Процитовано 14 грудня 2016.